# Hayato Okuda
Hayato Okuda (奥田 勇斗 Okuda Hayato?, Osaka, 21 de abril de 2001) es un futbolista japonés que juega como defensa en el Cerezo Osaka.

## Trayectoria
En 2019 se unió al Gamba Osaka de la J1 League.

## Clubes
| Club               | País  | Año   |
| ------------------ | ----- | ----- |
| Gamba Osaka sub-23 | Japón | 2019  |
| Cerezo Osaka       | Japón | 2024- |